# George Salmon
George Salmon Weekes (25 de septiembre de 1819 - 22 de enero de 1904) fue un matemático y teólogo irlandés. 
Salmon fue geómetra y descubrió, junto con Cayley, las 27 líneas de la superficie cúbica. Trabajo en el Trinity College (Dublín), fue contemporáneo de Hamilton y MacCullage, fue también admimnistrador académico (provost) del Trinity College y alcanzó una gran notoriedad debido a su fuerte oposición a los estudios para las mujeres (aunque acabó consintiéndolo).
George Salmon nació en Cork, Irlanda. Su padre fue Michael Salmon, quién fue un comerciante de lino, mientras su madre era Helen Weekes, la hija del Reverendo Edward Weekes. Michael y Helen Salmon tuvieron cuatro hijos; siendo George el único varón.
George asistió a la escuela de Mr. Porter en su pueblo natal, en el sur de Irlanda, y más tarde entró en el Trinity College, en Dublín, en 1833. Estudió matemáticas e historia clásica en el Trinity College, llegando a los estudios superiores en clásicas en 1837, y graduándose con la mejor nota de su promoción en matemáticas en 1838.
En 1844 George Salmon se casó con Frances Anne Salvador (muerta el 1878), hija del reverendo J. L. Salvador, que vivió con su familia durante 40 años en el 81 de Wellington Road, Dublín. Tuvo cuatro hijos y dos hijas, pero algunos murieron en su infancia o su adolescencia, y sólo el mayor de sus hijos (Edward Salmon) y su hija más joven (Fanny Salmon) vivieron más que él.
Después de 1874 alcanzó un punto donde sintió que no podía añadir nada nuevo a las matemáticas. A partir de ese momento la mayoría de sus escritos tratarían de teología. Estos trataban sobre la naturaleza de la Iglesia de Irlanda, el castigo eterno, y si los milagros existían o no. Eventualmente ejerció de canciller de la Catedral de San Patricio de Dublín. 